# Comprensione
La comprensione (dal latino comprehensio -onis) è l'atto e la capacità di capire, cioè di "afferrare" (etimologicamente cum-prehendo, «afferro insieme cose che stanno dinanzi a me») con la ragione un contenuto conoscitivo.
(Baruch Spinoza, Ethica, IV, 26)
La comprensione viene pertanto correlata ai processi di apprendimento, come ciò che gli dà valore.

## Comprensione e concetti
In filosofia la comprensione è l'atto con il quale la mente arriva a formulare il concetto (dal latino: cum capere) come risultato di un procedimento mentale che "prende e mette insieme" (comprehendĕre) aspetti sensibili particolari che una molteplicità di oggetti hanno in comune. Si tratta quindi di un processo di astrazione con cui si costruiscono le "note definitorie" di un concetto, cioè le caratteristiche comuni espresse da un universale, che da quel momento saranno presenti alla mente mettendola in grado di riconoscere, senza dover procedere ad ulteriori elaborazioni, tutti quegli oggetti che presentano il complesso di quelle stesse caratteristiche particolari.
La comprensione è anche un termine della logica formale aristotelica che chiarisce come l'elemento logico fondamentale, il concetto, presenta una sua "estensione" (comprende tutti gli esseri che presentano la stessa qualità) e "comprensione" (complesso delle qualità riferite al concetto). Per cui ad esempio il concetto specifico di "cavallo" ha molte qualità (grande comprensione ma scarsa estensione: può riferirsi infatti solo ai cavalli) mentre il concetto di "vertebrato" si riferisce a molti esseri, compreso il cavallo, ma è più generico (grande estensione ma poca comprensione). Da qui la legge della logica per cui tanto maggiore sarà la comprensione tanto minore sarà l'estensione e viceversa.

## La comprensione come empatia
(Søren Kierkegaard, Diario, § 68, febbraio 1836; 1997, p. 35)
Nel campo dei sentimenti se per comprensione si vuole intendere l'atto di comprendere appieno lo stato d'animo altrui, la psicologia usa il termine di empatia, dal greco "εμπαθεια" (empateia, a sua volta composta da en-, "dentro", e pathos, "sofferenza o sentimento"), che veniva usata per indicare il rapporto emozionale di partecipazione che legava il pubblico del teatro greco antico all'autore-cantore.
L'empatia costituisce un elemento importante in alcuni metodi usati nella psicologia clinica, ad esempio in quello di Carl Rogers per il quale «gli individui hanno in se stessi ampie risorse per auto-comprendersi e per modificare il loro concetto di sé, gli atteggiamenti di base e gli orientamenti comportamentali.»
Egli sostiene una terapia non direttiva che, nel tenere sempre conto delle tendenze vitali dell'individuo, si limita a creare nel paziente - accompagnandolo con empatia - le condizioni necessarie a favorirne la crescita.

## La comprensione come compassione
La comprensione in quest'ultimo significato sentimentale può riferirsi alla compassione intesa come fonte della morale. Così è, ad esempio, nella "morale della compassione" trattata da Schopenhauer. Poiché «ogni amore puro e sincero è pietà», l'uomo, provando compassione, nel senso originario del termine, cioè patendo assieme agli altri per il loro dolore, non solo prende coscienza del dolore, ma lo sente e lo fa suo. Con la condivisione del dolore, la volontà di vivere sarà, sia pure momentaneamente, sconfitta poiché nella compassione è come se il singolo corpo del singolo uomo si dilatasse nel corpo degli altri uomini. La propria corporeità si assottiglia e la volontà di vivere è meno incisiva. Il dolore, unendo gli uomini, li accomuna e li conforta.

## Comprensione e ermeneutica
Un aspetto particolare della comprensione riguarda l'ermeneutica che è in filosofia la metodologia dell'interpretazione che, nata in ambito religioso con lo scopo di spiegare la corretta interpretazione dei testi sacri, assume un respiro più ampio tendente a dare un significato a tutto ciò che è di difficile comprensione.
Oggi si parla anche di ermeneutica giuridica e di ermeneutica artistica, che sono rispettivamente la metodologia dell'interpretazione delle norme giuridiche e delle opere d'arte.
Tuttavia, il compito dell'ermeneuta non si esaurisce nella lettura o nella statuizione del metodo interpretativo: il dialogo con le religioni (Hans-Georg Gadamer) e il pensiero politico (Jürgen Habermas) si declinano tuttora secondo quello che viene chiamato circolo ermeneutico.

### Il pensiero di Dilthey
Nel XIX secolo Wilhelm Dilthey affermò la centralità del processo della  comprensione all'interno delle scienze dello spirito, e fondò questa asserzione su una ontologia della vita, secondo la quale il comprendere non è un comportamento teorico specialistico, ma il rapporto fondamentale che l'uomo intrattiene con se stesso.
Per Dilthey spiegare e comprendere non si differenziano come due metodi diversi per chiarire un oggetto omogeneo, ma sono due diverse direzioni della coscienza che giungono a costituire due differenti categorie di oggetti (agli oggetti dello spiegare corrispondono le scienze empiriche; agli oggetti del comprendere, le scienze storico-sociali).
Il comprendere può essere articolato in una metodologia logico-trascendentale specifica per scopi teorici particolari; più in generale, però, la circolarità della comprensione è il modo in cui la vita si riferisce a se stessa, impegnando tutte le facoltà dell'animo (intelletto, sentimento e verità). Dilthey applicò l'ermeneutica metodologica, cercando di provvedere interpretazioni sistematiche e scientifiche situando ogni testo nel suo contesto storico originario.
Dopo Dilthey, la disciplina dell'ermeneutica si è distanziata da questa operazione centrale e fondamentale, estendendosi anche ai multimedia e alle basi dei significati stessi.